# Sphaerodoropsis multipapillata
Sphaerodoropsis multipapillata är en ringmaskart. Sphaerodoropsis multipapillata ingår i släktet Sphaerodoropsis och familjen Sphaerodoridae. Utöver nominatformen finns också underarten S. m. heteropapillata.